# Горностай, Иван Астафьевич
Иван Астафьевич Горностай (ранее 1501 — 1558) — политический деятель Великого княжества Литовского, представитель рода Горностаев; великий писарь литовский и маршалок надворный литовский (1508), посол в Москве (1522), владыка дарсунишский (с 1525), подскарбий земский и староста слонимский (с 1531), владыка сцибоговский (с 1534), зельвенский (с 1535). В 1538—1542 годах исполнял обязанности воеводы трокского, в 1549—1551 годах — воеводы виленского. В 1539—1551 годах — владыка бирштянский, с 1556 — кревский. С 1551 — воевода новогрудский.
Приобрёл ряд имений в Берестейском и Волковысском поветах, от господ Кезгайло получил Острошицы в Минском повете, в конце жизни — наследство своей последней жены княжны М. Заславской в Оршанском повете. От брака с княжной Анй Войцеховной Соломярецкой (умерла в 1550) имел сыновей Гавриила, Ивана, Гермогена, Астафия, дочерей Анастасию, Анну, Алёну, Евгению и ещё одну дочь, чьё имя не сохранилось (жена князя Л. Полубинского).